# Lăng Tôn Trung Sơn

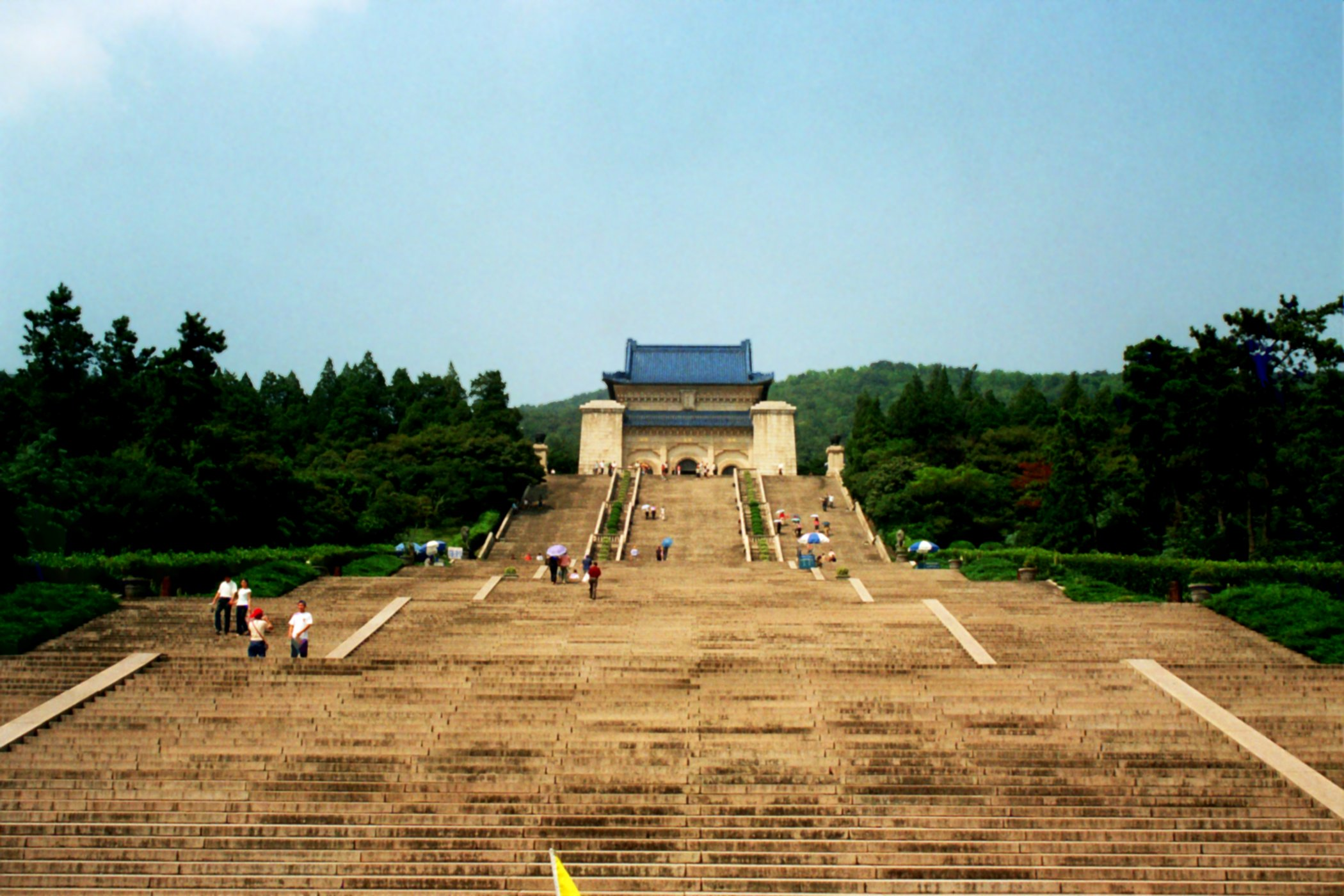
Toàn cảnh Lăng Tôn Trung Sơn ở Nam Kinh

Lăng Tôn Trung Sơn (中山陵 - Trung Sơn Lăng) là lăng mộ của Tôn Trung Sơn, người khai sinh ra nước Trung Quốc mới. Lăng Tôn Trung Sơn được xây dựng tại chân ngọn núi thứ hai của Tử Kim Sơn, ngoại vi thành phố Nam Kinh, Trung Quốc. Đây là công trình do kiến trúc sư nổi tiếng Lữ Ngạn Trực (吕彦直) thiết kế, nó được xây dựng từ tháng 1 năm 1926 đến mùa xuân năm 1929.

## Lịch sử
Tôn Trung Sơn sinh tại Quảng Đông ngày 12 tháng 11 năm 1866 và mất tại Bắc Kinh ngày 12 tháng 3 năm 1925. Trước khi qua đời, ông có để lại di chúc với nguyện vọng được chôn cất tại chân dãy Tử Kim Sơn ở gần Nam Kinh. Thể theo mong muốn của vị Quốc Phụ (cha của dân tộc Trung Hoa), Chính phủ Quốc dân đã tạm thời quàn thi hài của ông ở Hương Sơn, Bắc Kinh đồng thời tiến hành xây dựng lăng mộ ở Nam Kinh. Vị trí lăng mộ được chọn ở chân ngọn núi thứ hai của Tử Kim Sơn, phía Tây giáp với Lăng Minh Hiếu (明孝陵, lăng của Chu Nguyên Chương), phía Đông giáp với Chùa Linh Cốc. Lăng được xây dựng từ tháng 1 năm 1926 đến mùa xuân năm 1929 theo bản thiết kế của Lữ Ngạn Trực.
Ngày 23 tháng 4 năm 1929, chính phủ Trung Quốc cử Hà Ứng Khâm, tướng nổi tiếng của Quốc Dân Đảng Trung Quốc, phụ trách việc chuyển thi hài của Tôn Trung Sơn từ Bắc Kinh xuống Nam Kinh. Quan tài của Quốc Phụ được chuyển khỏi Bắc Kinh ngày 26 tháng 5 và tới Nam Kinh ngày 28 tháng 5. Ngày 1 tháng 6 năm 1929 thi hài Tôn Trung Sơn được chuyển vào lăng.

## Kiến trúc

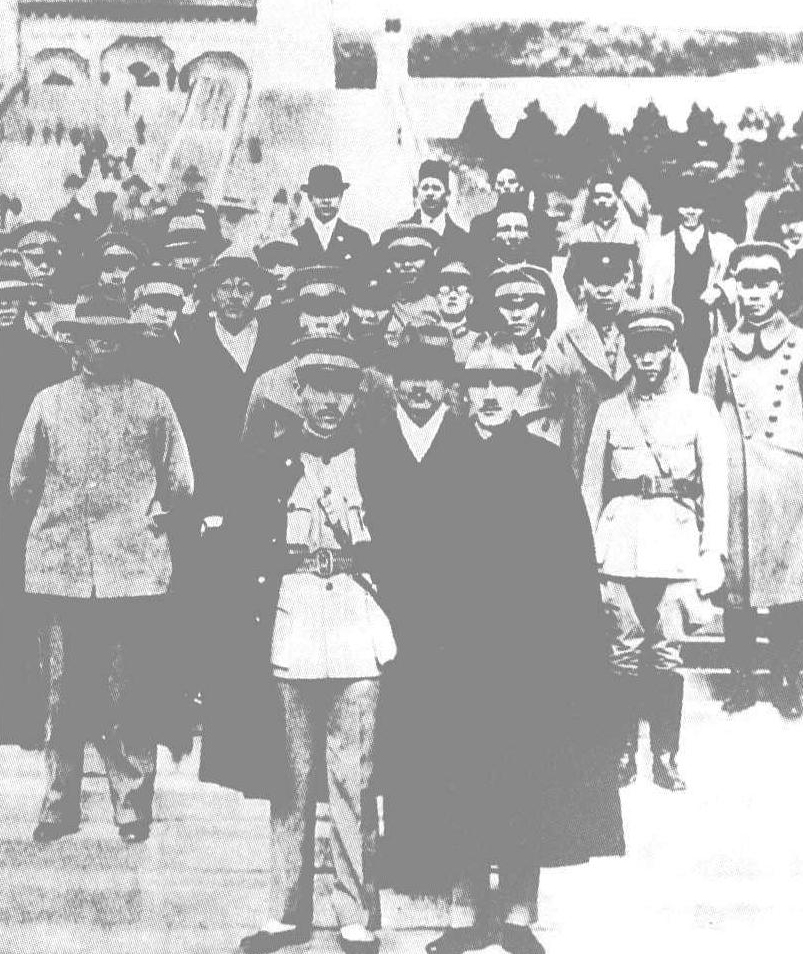
Tưởng Giới Thạch và Trương Học Lương tại Lăng của Tôn Trung Sơn

Lăng Tôn Trung Sơn là một công trình kiến trúc khổng lồ được xây dọc theo sườn núi. Phần lăng mộ được xây dựng theo kiến trúc đối xứng của các lăng mộ hoàng đế Trung Quốc có kết hợp các thiết kế và công nghệ xây dựng kiến trúc hiện đại.
Cổng chính của Lăng Tôn Trung Sơn nằm ở chân núi (cách nhà mộ 700 m) trong một quảng trường hình bán nguyệt. Phía Nam quảng trường là một chiếc đỉnh, biểu tượng quyền lực và sự thống nhất của Trung Quốc. Từ cổng chính tới nhà mộ có một hệ thống bậc thang cực lớn với 392 bậc rộng 50 mét, chiều dài tổng cộng 480 mét, hai bên có trồng nhiều loại cây cảnh. Ở trên cùng của hệ thống bậc thang là một cổng cao 16 mét, rộng 27 mét, phía trên có khắc bốn chữ theo đúng bút tích của Tôn Trung Sơn "Thiên hạ vi công" (Của cải trong thiên hạ đều là của chung). Phía sau cổng là nhà mộ nơi quàn thi hài của Quốc Phụ, đây là một điện dài 30 mét, rộng 25 mét và cao 29 mét. Trung tâm của điện là bức tượng Tôn Trung Sơn cao 4,6 mét. Trần điện mô tả lá cờ của Quốc Dân Đảng, mái điện lợp ngói màu xanh.
Kiến trúc của Lăng Tôn Trung Sơn sau này đã được lặp lại ở Nhà tưởng niệm Tưởng Giới Thạch, Đài Bắc, Đài Loan.

## Các sự kiện gần đây
Ngày 27 tháng 4 năm 2005, chủ tịch Quốc Dân Đảng Liên Chiến cùng vợ và các đảng viên khác đã thực hiện chuyến thăm lịch sử tới Lăng Tôn Trung Sơn. Đây là chuyến thăm lăng mộ vị lãnh tụ Quốc Dân Đảng đầu tiên của các đảng viên đảng này kể từ năm 1949.

## Hình ảnh

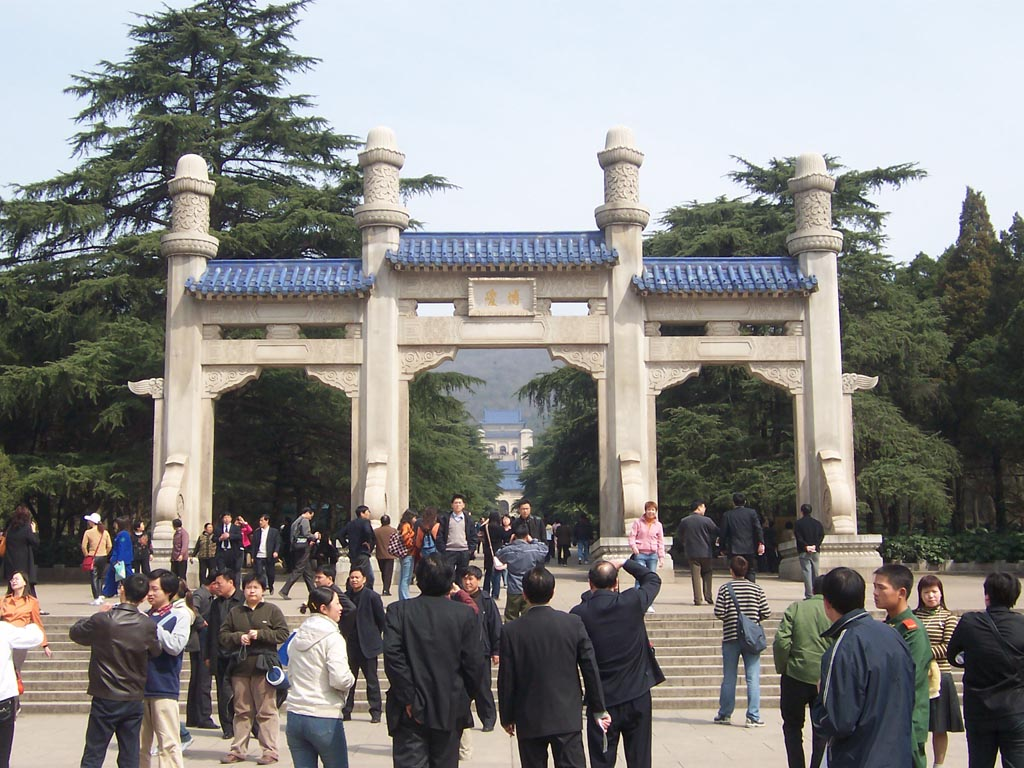
Cổng chính
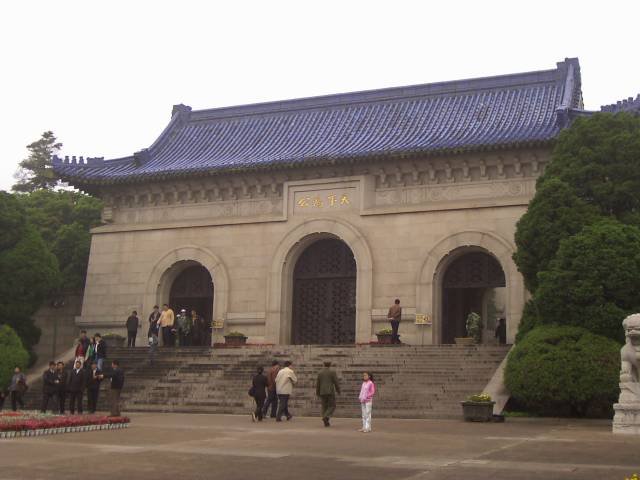
Tiền đường
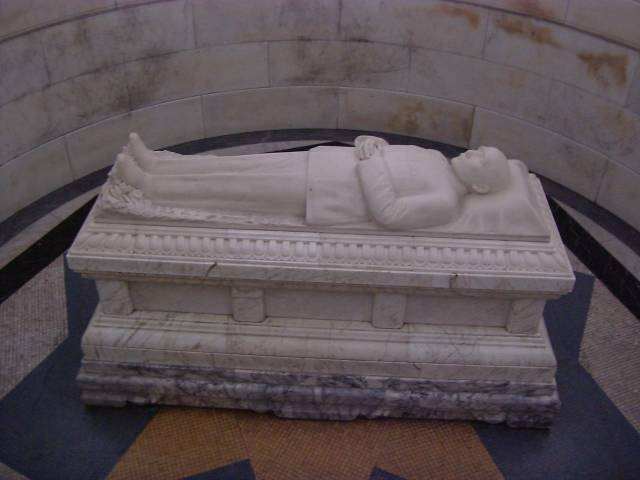
Quan tài Tôn Trung Sơn